# Матеус пасион
Страсти по Матея (немски Matthäuspassion) е оратория от Йохан Себастиан Бах.

## Възникване
От 1717 година датира традицията на Разпети петък да бъдат изпълнявани музикално-сценични произведения, показващи страданията на Христос. „Страстите“ придобиват бързо разпространение и статут на църковно-музикален жанр. Развиват се като два вида: мотетни „страсти“ и оратории. Традиционно между двете части на ораториите е била четена едночасова проповед.
През 1725 година Бах получава поръчка от управата на Лайпциг да композира музика на произведение за страданията на Христос. В резултат възниква „Страсти по Матея“ (BWV 244) - може би едно от най-известните произведения на Йохан Себастиан Бах, както може би и едно от най-представителните на тази музикална категория.
Текстът е съставен от избрани части (глави 26 и 27) от Евангелие от Матей, както и свободно съчинени стихове на либретиста Пикандер (псевдоним на Christian Friedrich Henrici). Произведението е написано за два хора, състоящи се съответно от гласове (сопран, алт, тенор, бас) и инструменти. Първата част е относително къса в сравнение с втората. Предполага се, че за пръв път е било изпълнено 1727 или 1729 година без особен успех сред публиката.

### Разпределение на гласовете
Евангелистът – Тенор

 Иисус – Бас

 Юда – Бас

 Петър – Бас

 Първосвещеник – Бас

 Пилат – Бас

 2 Прислужници – Сопран

 2 Свещеници – Бас

 Жената на Пилат – Сопран

 2 свидетели – Алт и Тенор

### Преоткриване на творбата от Менделсон
През 1829 година, почти 100 години след първото изпълнение, творбата е „преоткрита“ от Феликс Менделсон Бартолди и изпълнена пред възторжена публика в Берлин. Въпреки че същата вечер Николо Паганини дава концерт в Берлин, залата е препълнена. С този концерт Феликс Менделсон дава начало на специфично преоткриване на църковните творби на Бах, до този момент потънали в забрава. Концертът става също така символ на специфична секуларизация на църковната музика като цяло.